# 海王星导弹
海王星（羅馬化：R-360 "Neptun" ）是乌克兰射线设计局研制的反舰巡航导弹。其设计基于苏联的Kh-35「天王星」反舰导弹，将其射程和电子设备大幅改进。该系统旨在摧毁排水量5000吨级别的水面舰艇。2021年3月起在烏克蘭海軍服役。

## 戰績
2022年4月3日，在俄罗斯入侵乌克兰期间，乌克兰方面声称俄罗斯护卫舰“艾辛”号被乌克兰部队损伤。后来，乌克兰总统办公室顾问阿列克謝·阿列斯托維奇澄清说，“艾辛”号是被海王星导弹击中。俄方没有评论这一说法，这艘舰船继续正常执勤。
2022年4月13日，在俄罗斯入侵乌克兰期间，乌克兰称俄罗斯排水量12,490公噸的莫斯科號飛彈巡洋艦被两枚海王星导弹击中，导致其舰载弹药爆炸。俄罗斯国防部表示，弹药库爆炸是由于一场大火导致（未說明起火原因），該艦仍在漂浮但船員已全部撤离；翌日俄方再度公佈該艦已於拖救過程中「因風暴」沈沒。但是時黑海上僅有3～4級的和風，且並無大浪。
2022年5月6日，馬卡洛夫海軍上將號巡防艦在黑海海域起火。烏克蘭軍方稱，馬卡洛夫海軍上將號巡防艦是被海王星飛彈擊中，烏克蘭國家新聞網站Dumskaya稱，俄羅斯軍隊已派出直升機營救船上的船員。烏克蘭總統辦公室顧問阿列克謝·阿列斯托維奇5月7日稱報導是“誤會”，在蛇島附近遇襲的艦艇實際上是塞爾納級登陸艇。
陆攻型海王星导弹也在设计中，即将完成。目前，海王星导弹用于打击海上目标。根据一位乌克兰官员的说法：“乌克兰正在修改海王星导弹以打击陆地目标，需要一个新制导/寻标系统，但乌克兰人正在努力，一旦我们得到它，海王星导弹可以打击360公里范围内的目标。我们已经相当接近了。”
2023年8月23日，根据乌克兰媒体报道，一枚改装的对地型海王星导弹被用来摧毁2016年就部署在克里米亚塔尔汗库特海岬自的一个S-400防空系统。

## 设计
在部署时，海王星岸防系统包括一辆基于卡车的 USPU-360 机动发射器、4枚导弹、一辆 TZM-360 运输/装填车、一辆 RCP-360 指挥控制车以及一辆特种货车。原型车改为采用捷克Tatra T815-7卡车。该系统设计用于在距离海岸线 25（16 英里）的内陆部署。
海王星导弹（包括火箭发动机）长 5.05 米，配置有一个十字形硬翼。海王星 "导弹设计安装在尺寸为 5.30×0.60×0.60 米的运输和发射集装箱（TLC）中。该系统的最大射程约为 300 公里。 单枚导弹重 870 千克，其中弹头重 150 千克。它使用推重比很高的马达西奇 MS-400 发动机。

## 圖像

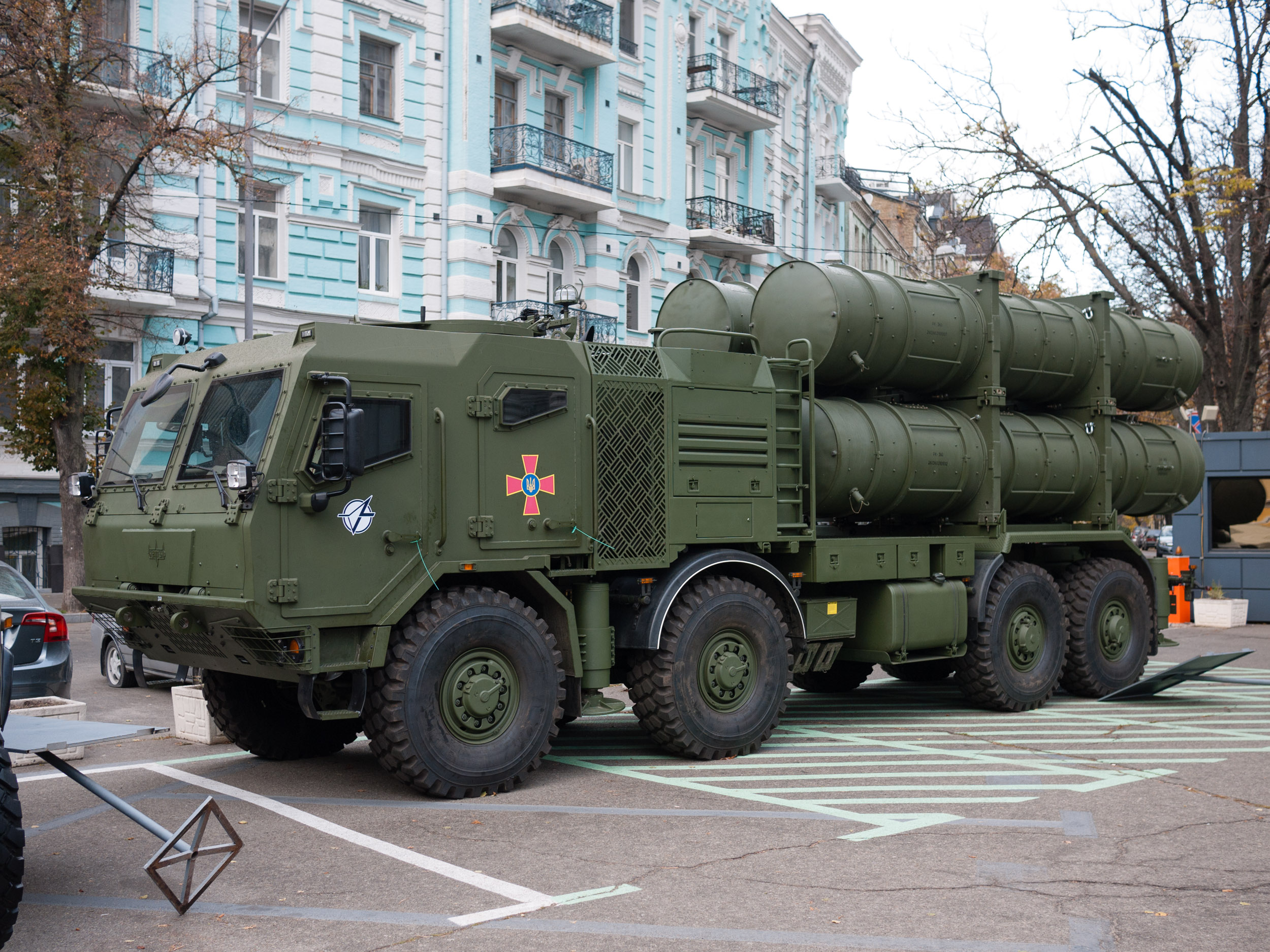
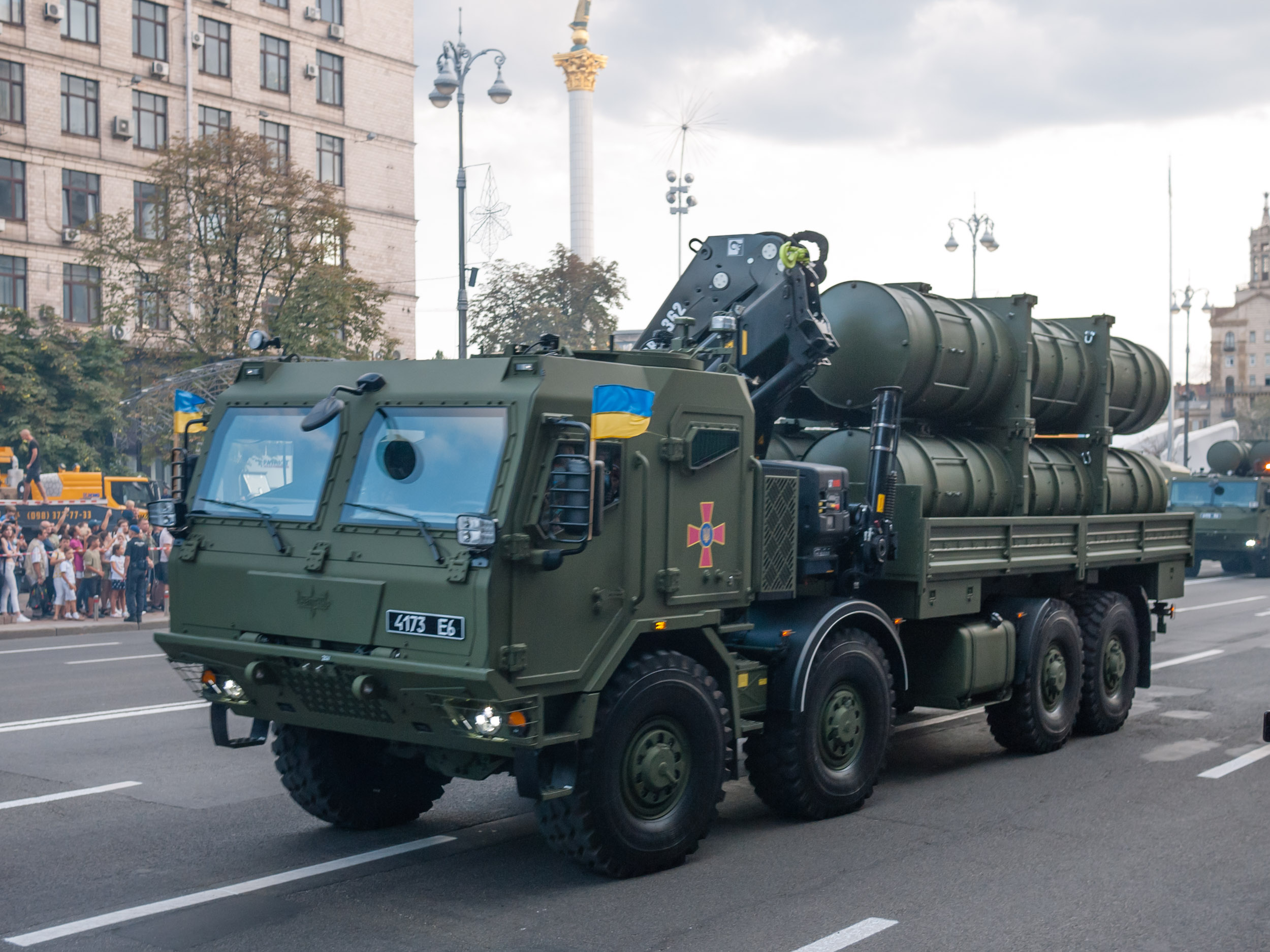
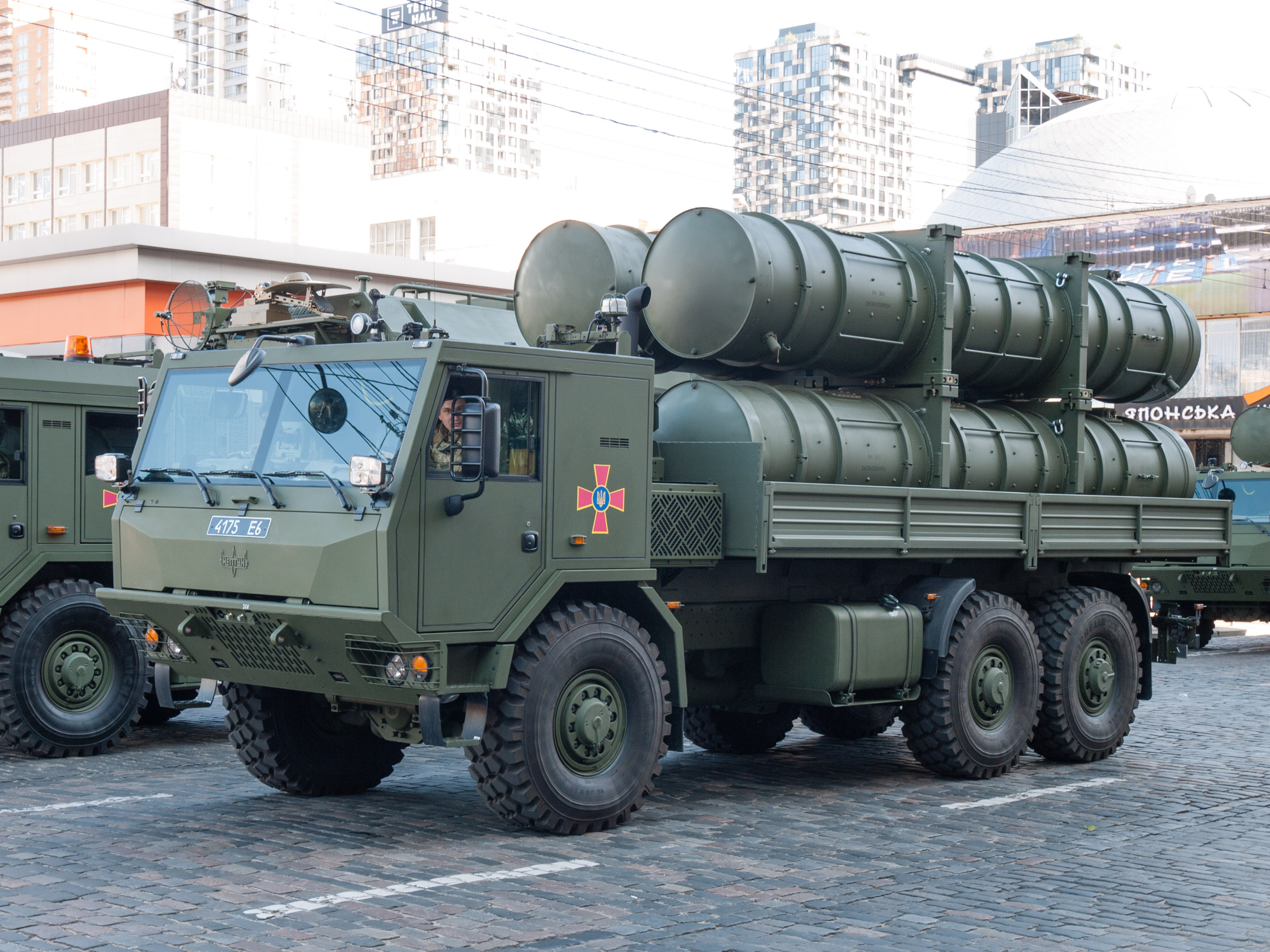
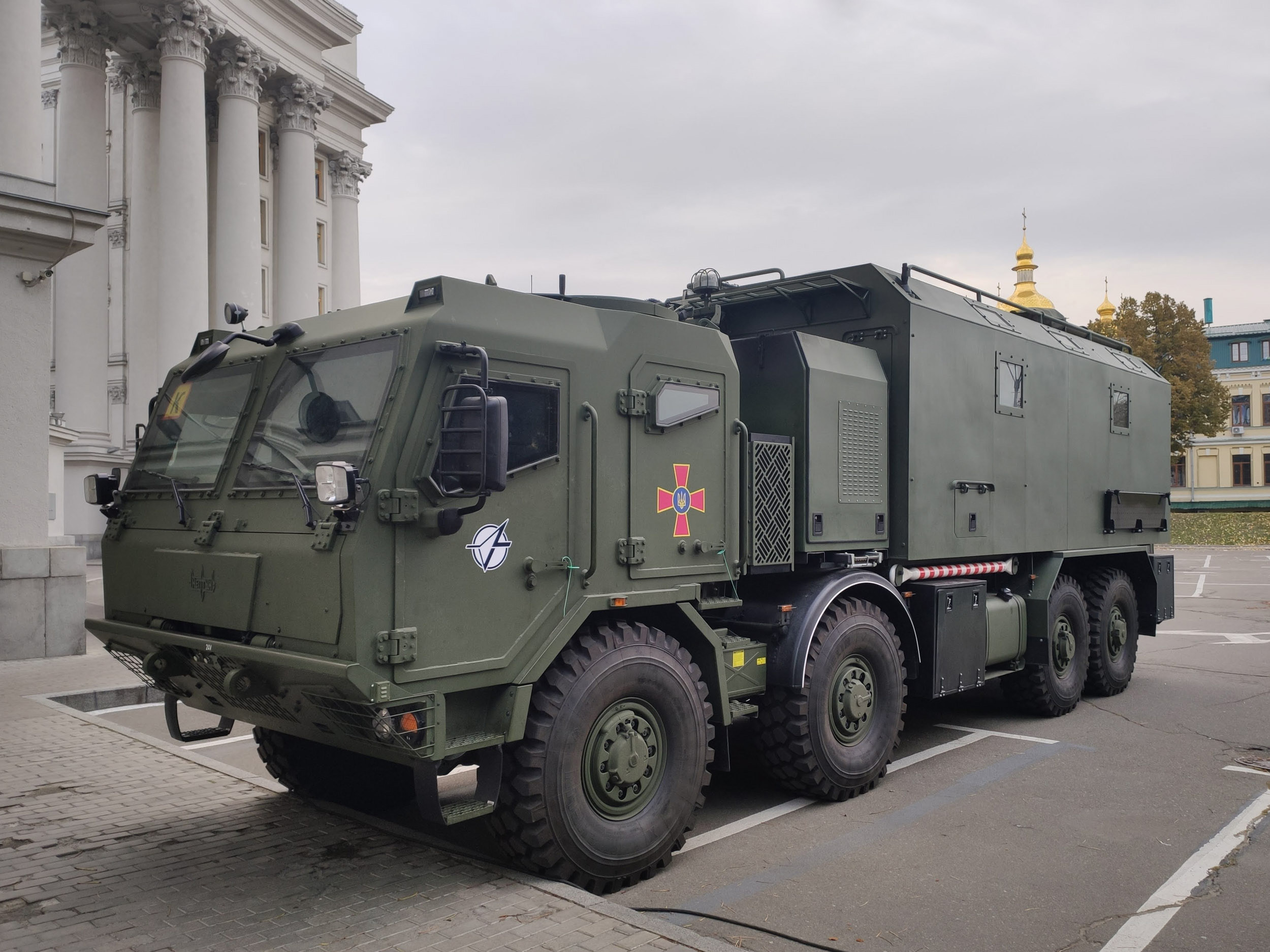
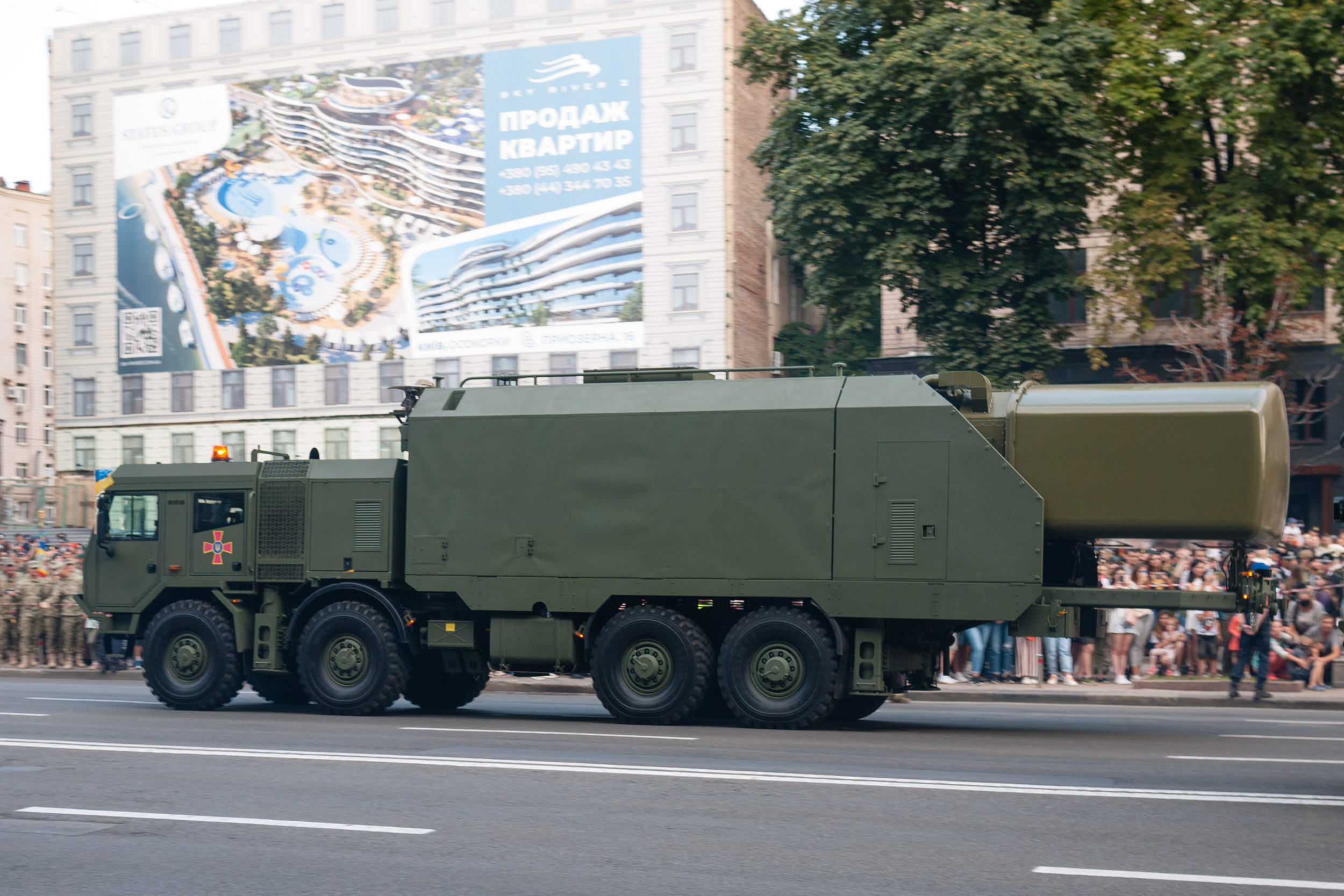
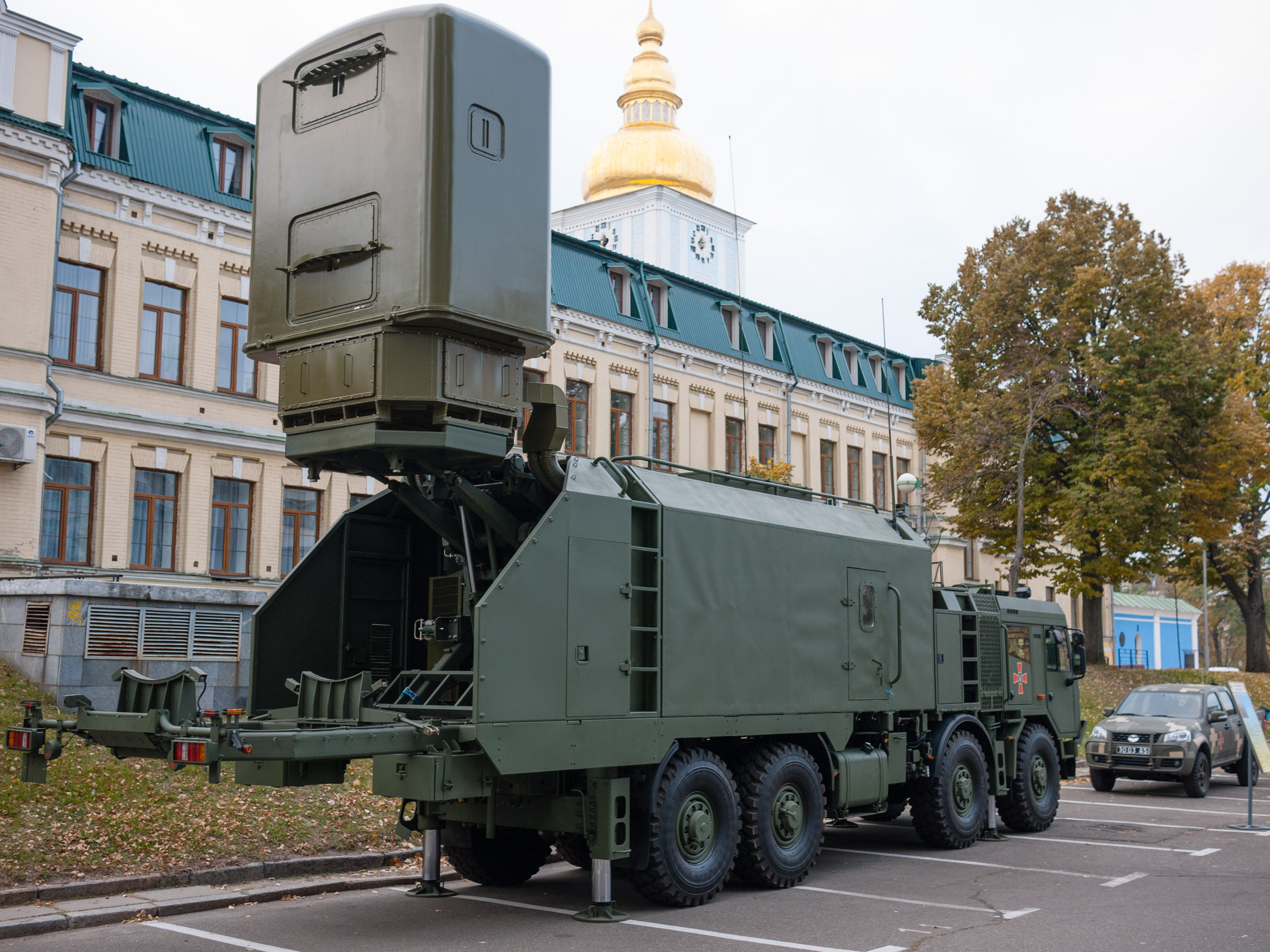
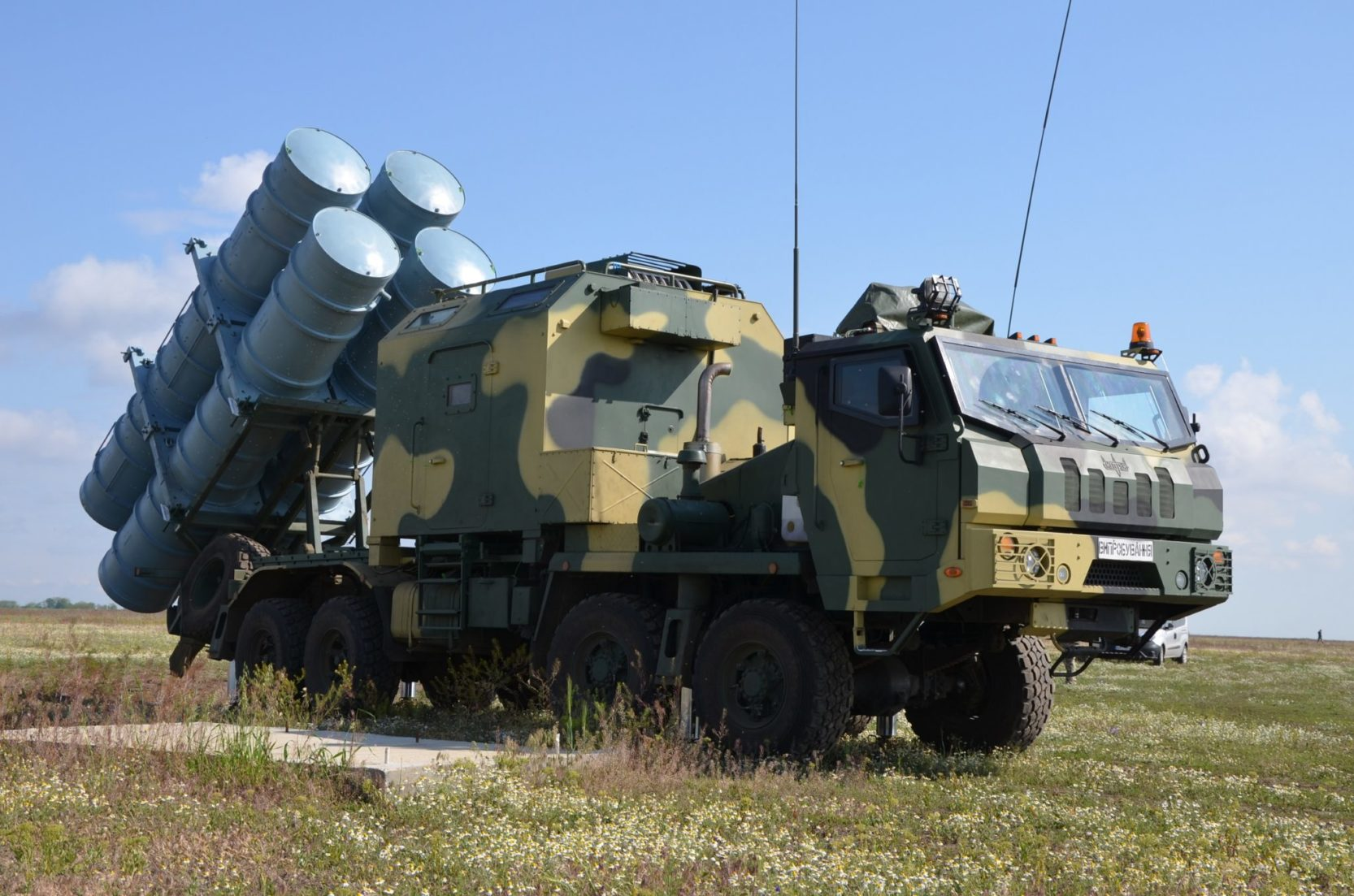
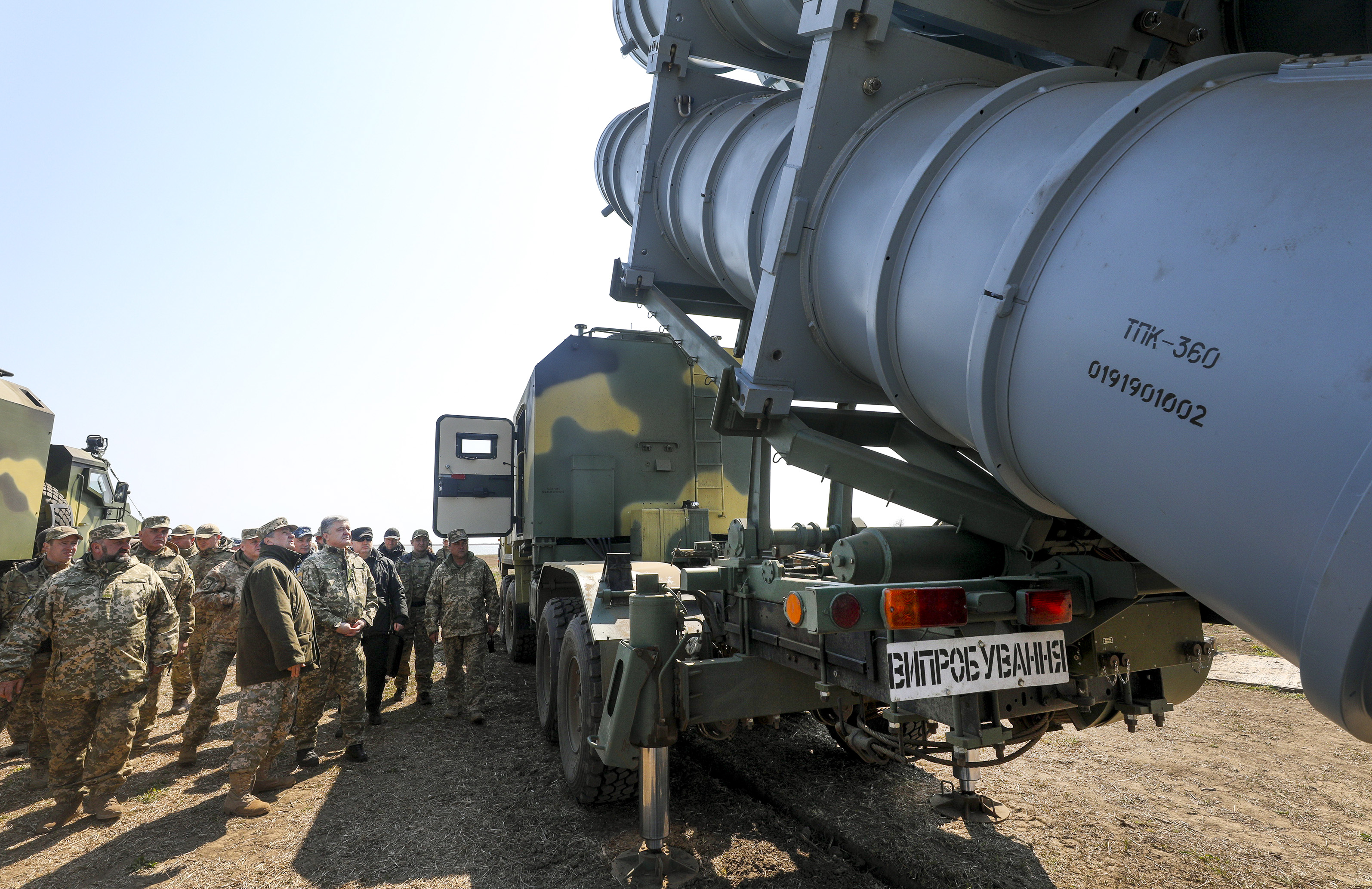
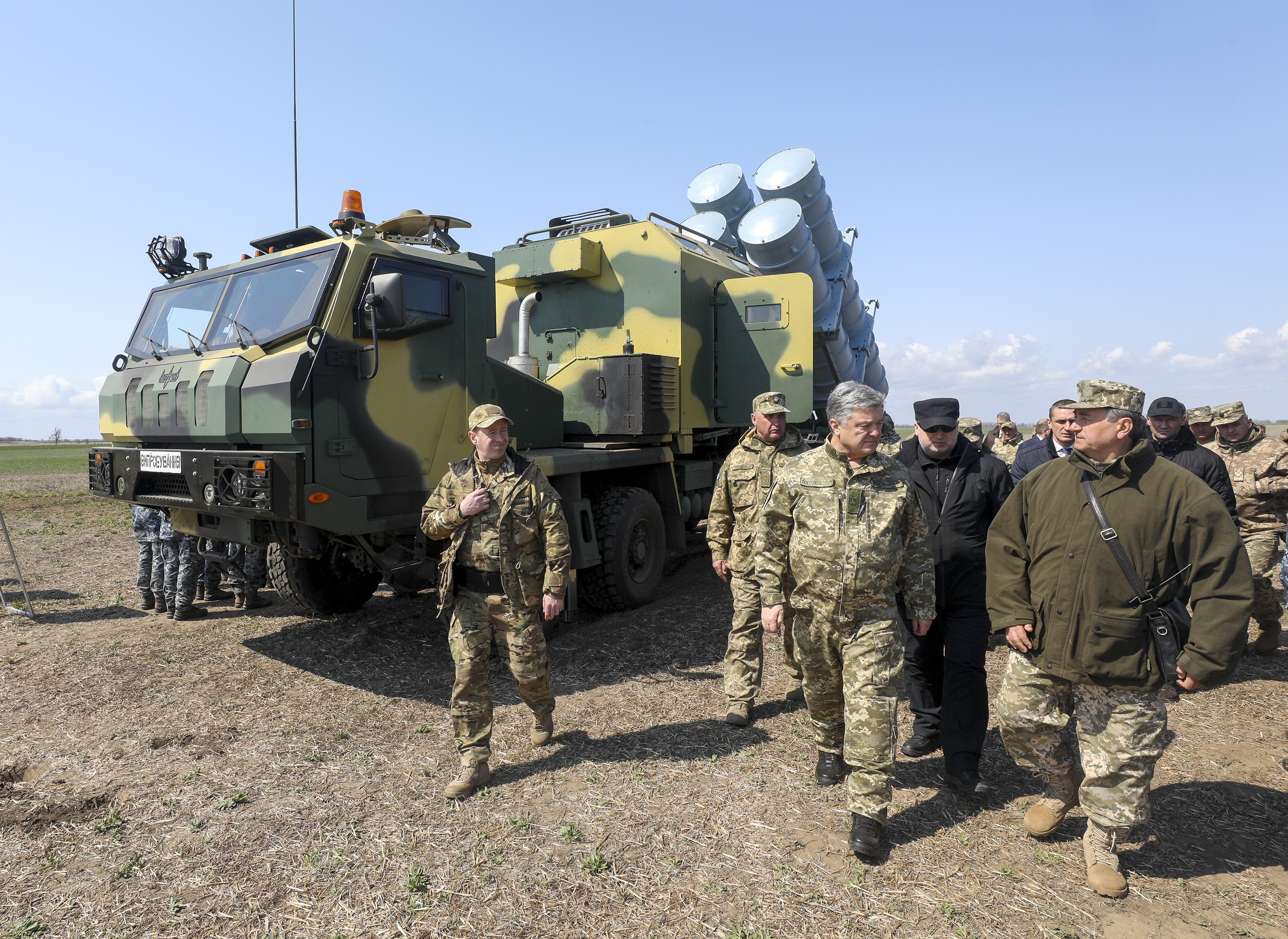
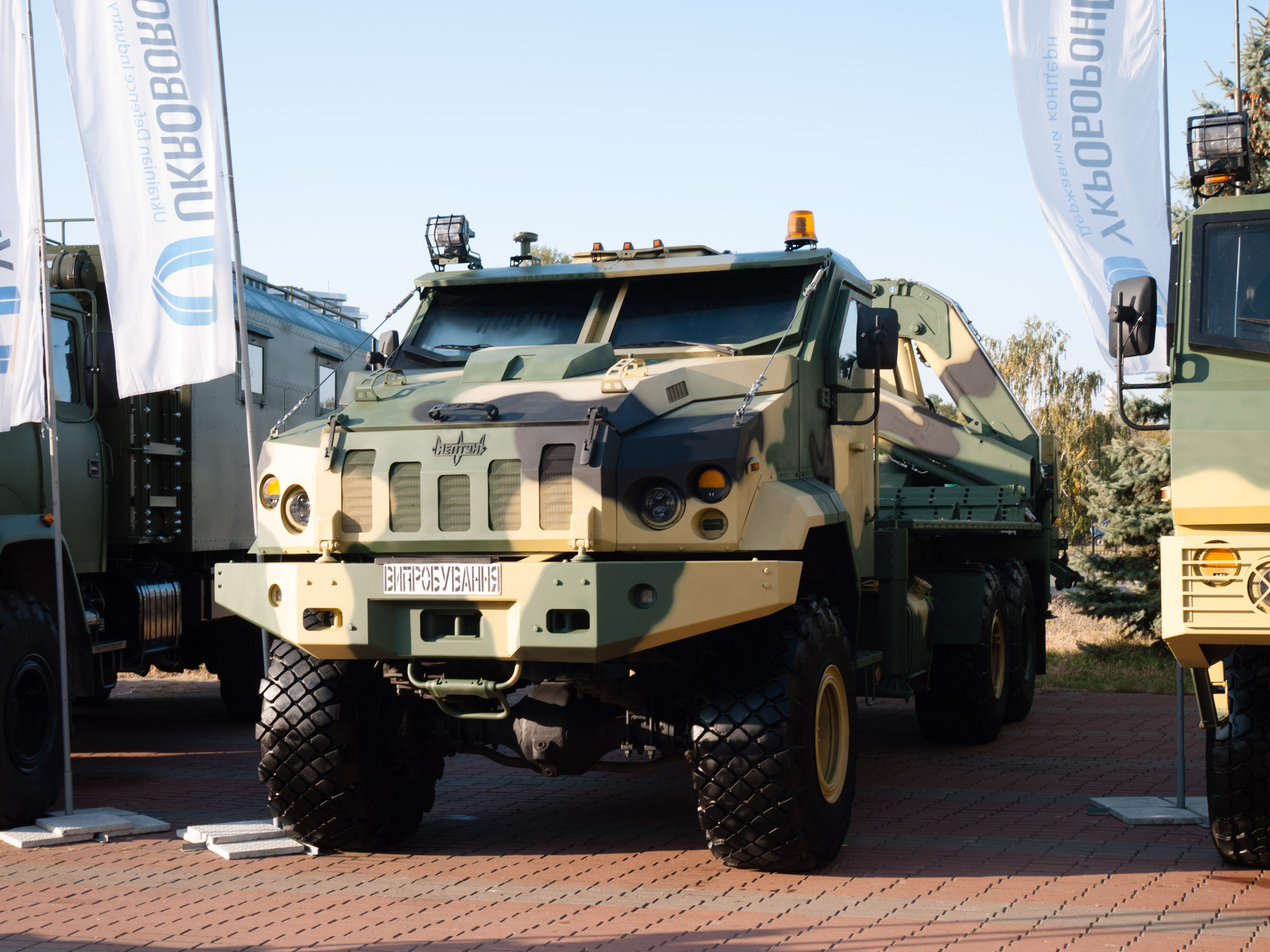
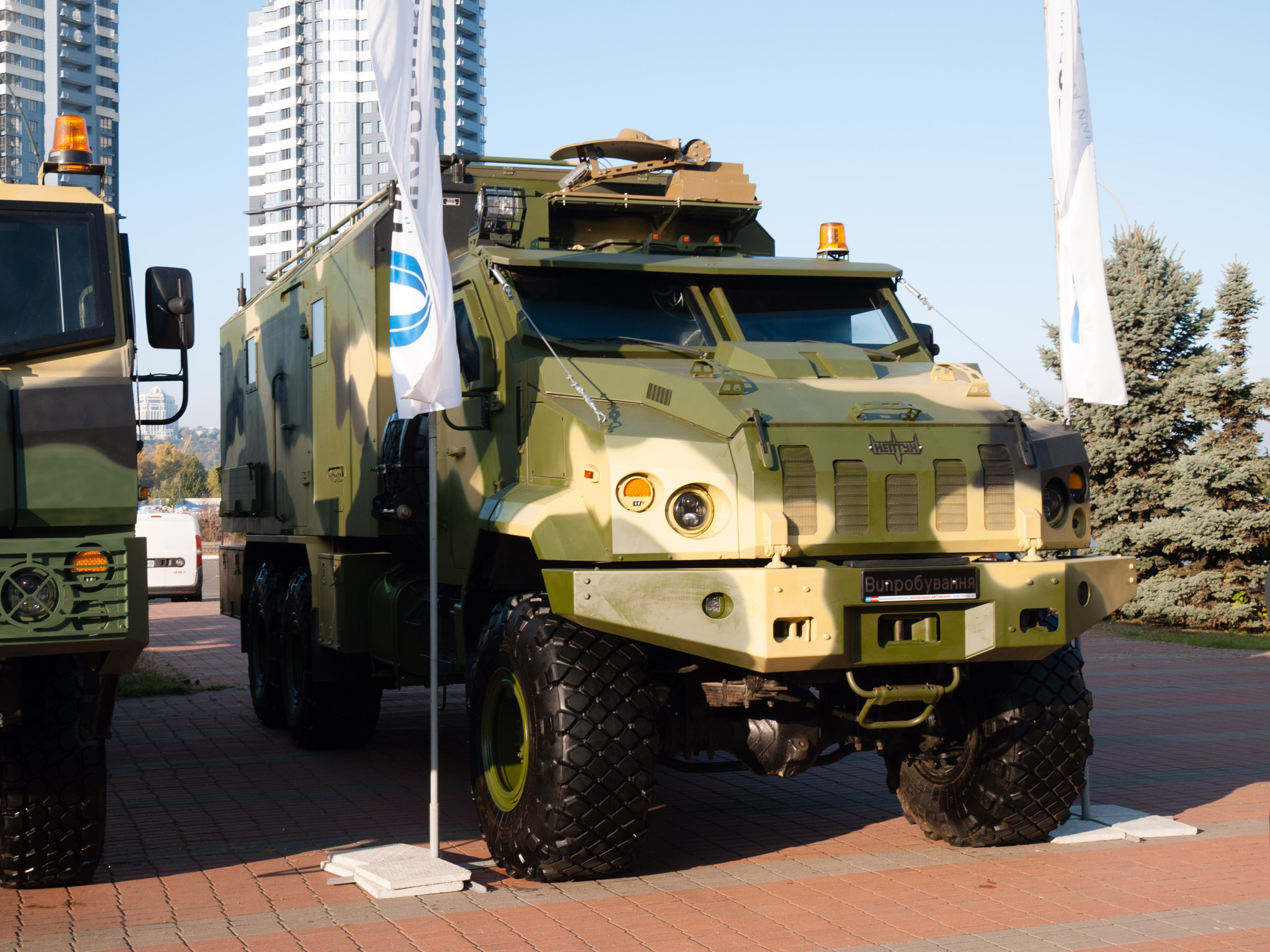
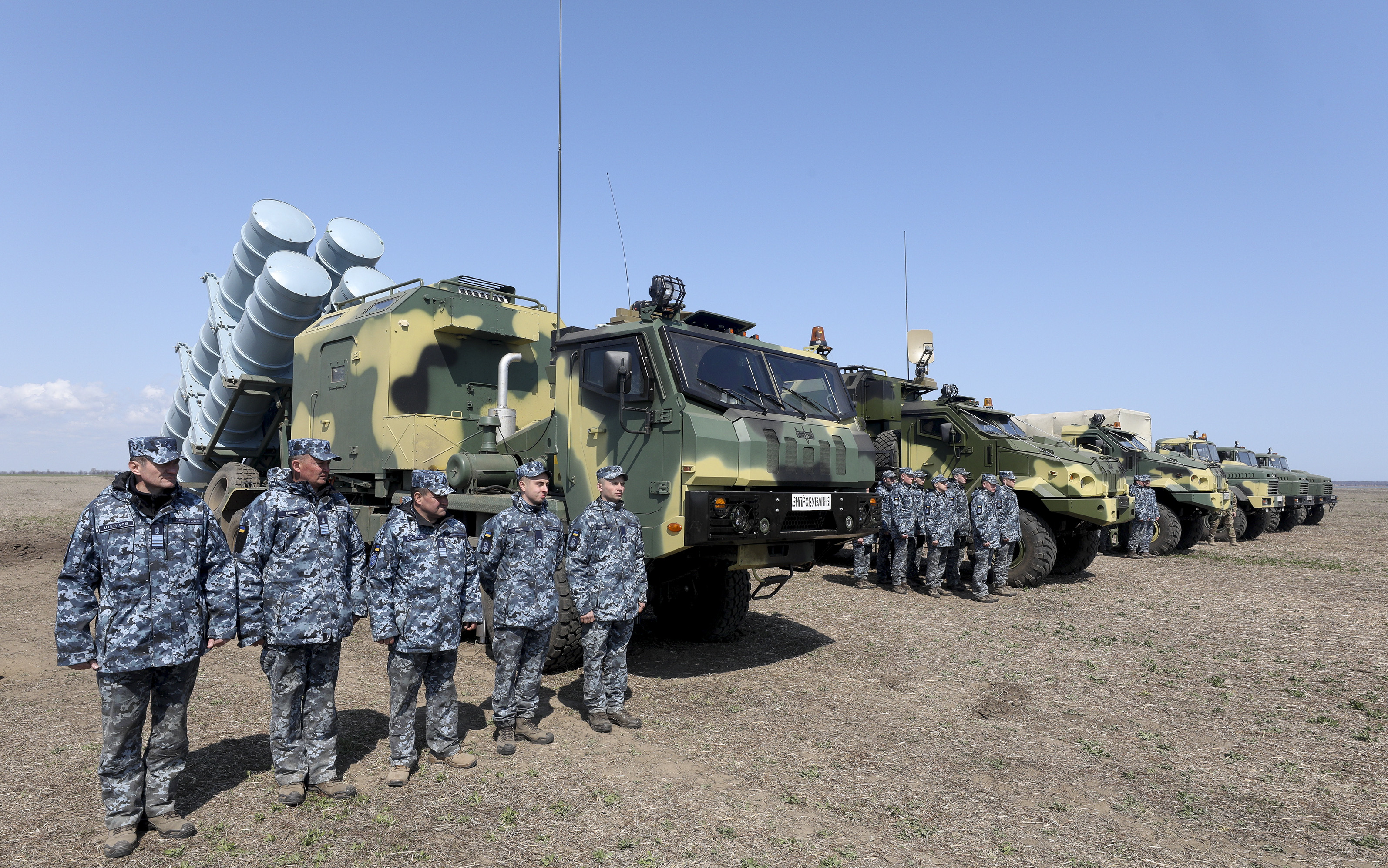
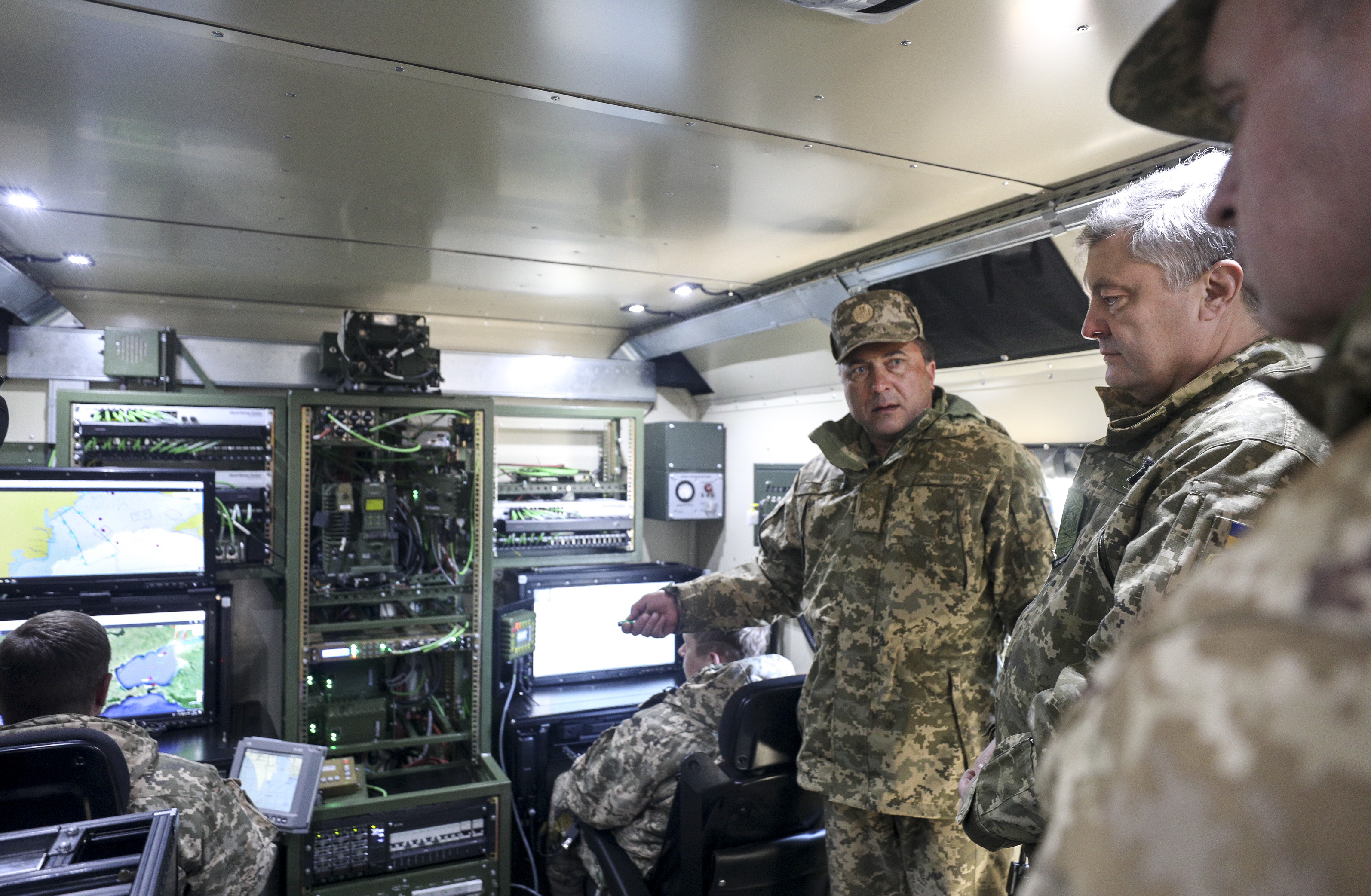
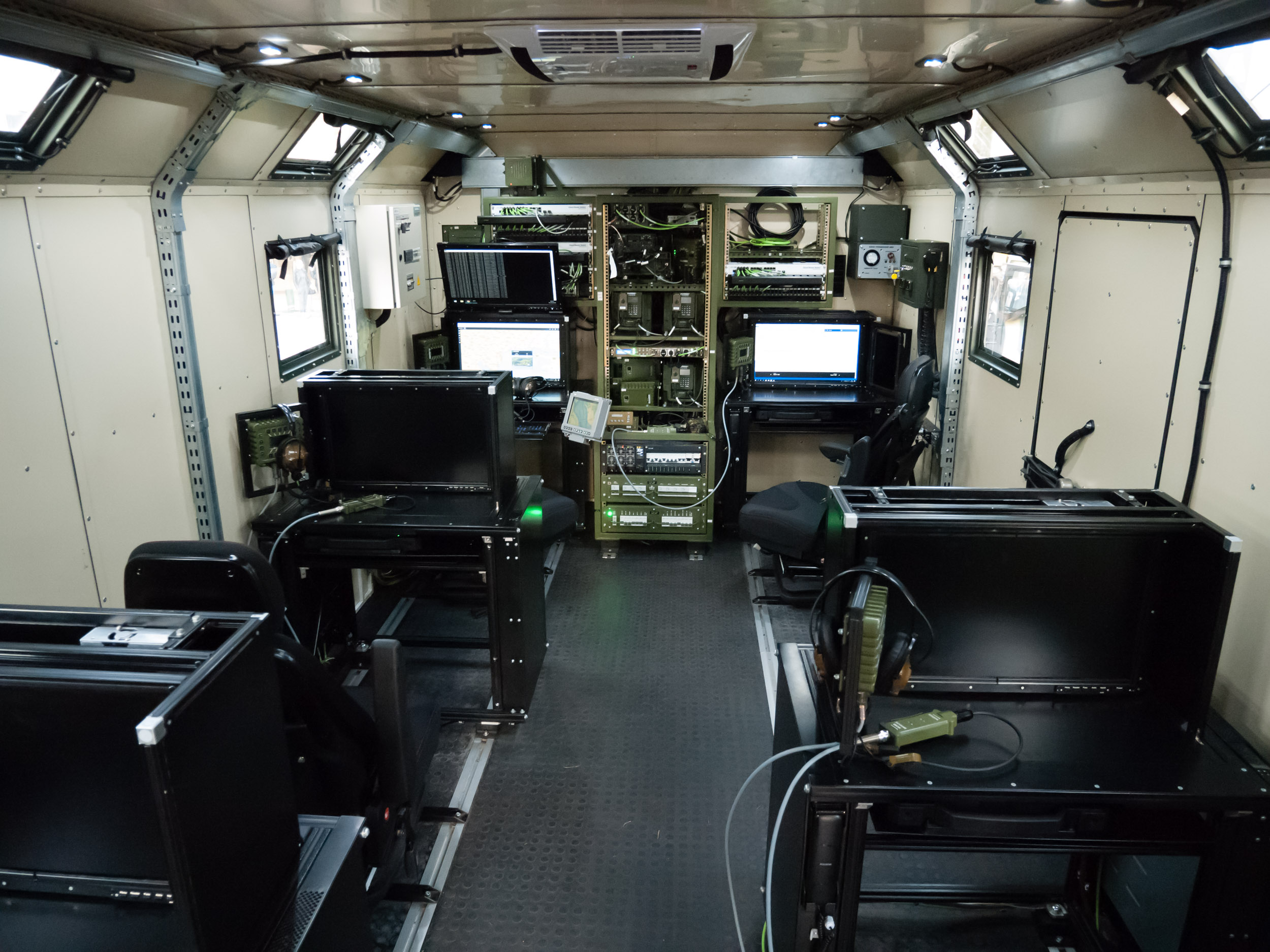
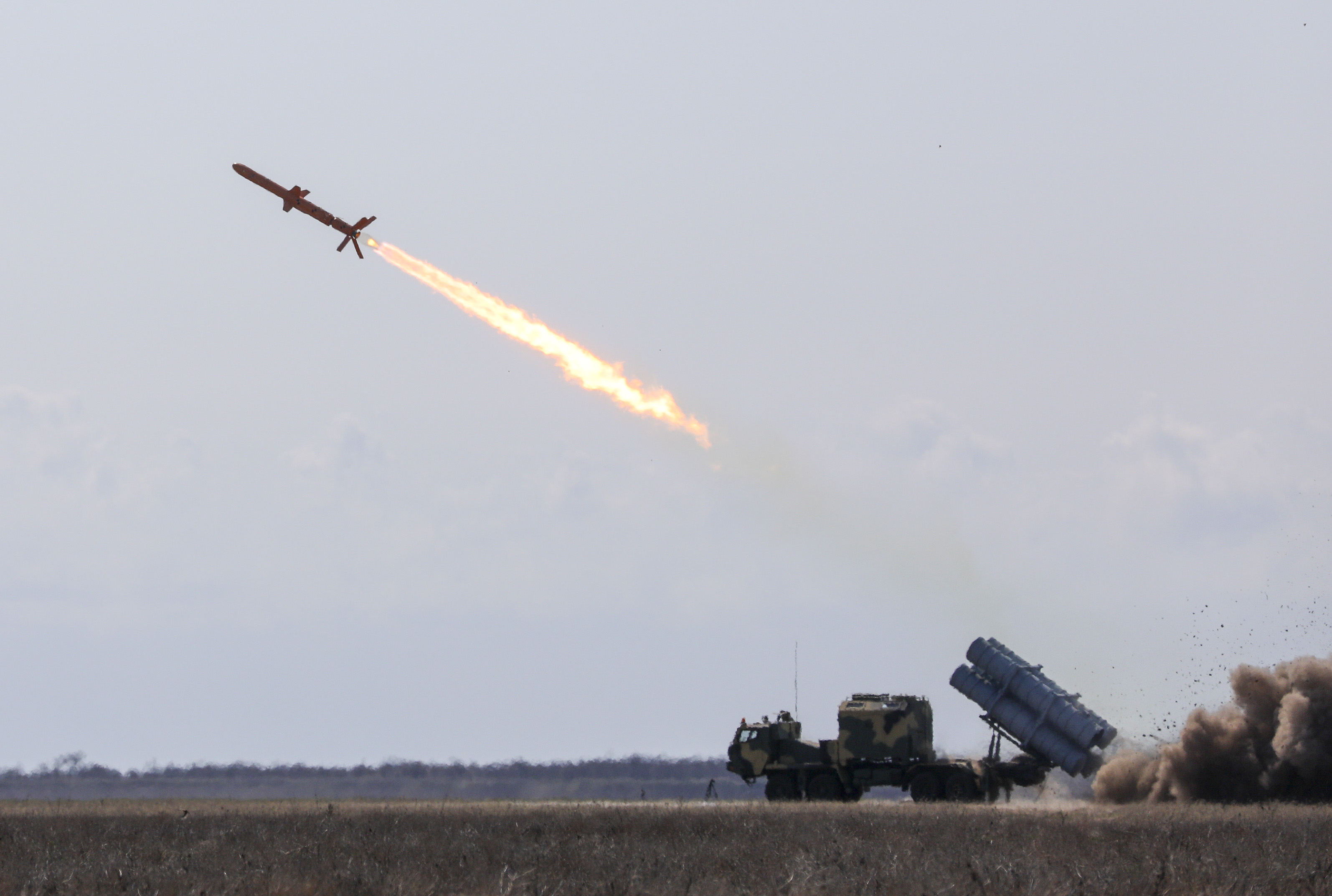